# Jakub Markovič
Jakub Markovič (* 13. července 2001 Přerov) je český profesionální fotbalový brankář, který chytá za český klub SK Slavia Praha a za český národní tým.

## Klubová kariéra

### Slavia Praha
Svou mládežnickou kariéru začal v druholigovém Přerově. V létě roku 2014 zamířil do olomoucké Sigmy na hostování a následně, v září roku 2015 sem přestoupil. V zimě roku 2016 přestoupil do pražské Slavie. Nastupoval nejdříve v týmu do 17 let, se kterým získal titul v dorostenecké lize a následně vyhrál i československé finále. V sezóně 2018/19 navázal titulem v lize do 19 let. S týmem do 19 let byl také blízko postupu do vyřazovací fáze UEFA Youth League.
Za A-tým Slavie debutoval 24. srpna 2019 při ligové výhře 4:0 proti Bohemians 1905 4:0. Nastoupil také v zápasu českého poháru, kde pomohl týmu k vysoké výhře nad Slavojem Vyšehrad 8:0. 17. září odletěl s týmem do Milána na utkání základní skupiny Ligy mistrů proti Interu, do utkání však nezasáhl. 28. června 2020 odchytal své druhé utkání v české nejvyšší soutěži a čistým kontem pomohl k výhře 4:0 nad Jabloncem. V sezóně 2019/20 nastoupil Markovič do 3 soutěžních utkání a pomohl klubu k zisku ligové trofeje.

#### Mladá Boleslav (hostování)
V létě 2020 zamířil Markovič na půlroční hostování do Mladé Boleslavi. V týmu plnil roli brankářské dvojky za Petrem Mikulcem a nastoupil do jediného ligového utkání, 19. prosince nedokázal zabránit prohře 0:3 na půdě Slovanu Liberec.

#### Vlašim (hostování)
V únoru 2021 odešel Markovič na další hostování, tentokráte do druholigové Vlašimi. V týmu pravidelně nastupoval, odehrál dohromady 7 soutěžních utkání, v nichž udržel tři čistá konta.

#### Pardubice (hostování)
V létě 2021 Markovič opět měnil své angažmá, zamířil na hostování do Pardubic. Svůj ligový debut si odbyl 8. srpna při remíze 1:1 s Mladou Boleslaví. Mezi tyčemi pravidelně nastupoval až do konce září, kdy jej po sérii ligových ztrát nahradil zkušený Marek Boháč. Na začátku jarní části sezóny se v brance Pardubic objevil Jiří Letáček, který chytal až do poloviny března. 13. března dostal po téměř půlroční pauze šanci Markovič v utkání proti pražské Spartě. Ve zbytku sezóny chytal Markovič a pěti čistými konty pomohl Pardubicím k záchraně v nejvyšší soutěži.
Markovič zůstal na hostování v Pardubicích i pro sezónu 2022/23, kterou začal jako brankářská jednička. Markovič odchytal většinu podzimní části sezóny, ve 14 zápasech ale udržel jen jedno čisté konto a Pardubice byly po polovině ročníku na poslední příčce. V lednu 2023 přišel do Pardubic na hostování z pražské Sparty Florin Niță, který se ihned stal novou brankářskou jedničkou. 24. května si rumunský brankář poranil rameno v utkání proti Jablonci a Markovič odchytal zbytek zápasu, který skončil výhrou Pardubic 2:0. Markovič odchytal také zápas posledního kola proti Baníku Ostrava (výhra 4:2) a oba zápasy baráže o udržení proti Příbrami (2:0 a 0:0). V létě byl za své výkony odměněn nominací na Euro do 21 let.

### Baník Ostrava
V létě 2023 přestoupil Markovič ze Slavie do Baníku Ostrava. Se slezským klubem uzavřel smlouvu na čtyři roky s opcí. V klubu se sešel opět s brankářem Letáčkem, který dostal před Markovičem přednost a stal se brankářskou jedničkou. Markovič si svůj debut odbyl 29. srpna při výhře 2:0 nad Hlučínem v MOL Cupu. Svůj ligový debut si odbyl až 20. dubna 2024, když odchytal celé utkání proti pražské Spartě. Dohromady v sezóně 2023/24 odchytal 6 soutěžních utkání a udržel jedno čisté konto.
Po letním odchodu Letáčka do španělské La Ligy se Markovič stal před sezónou 2024/25 novou brankářskou jedničkou Baníku. 25. července 2024 si Markovič odbyl svůj debut v pohárové Evropě, a to při vysoké výhře 5:1 nad FC Urartu v druhém předkole Konferenční ligy. 15. srpna odchytal Markovič celé utkání včetně prodloužení proti dánskému klubu FC Kodaň, zápas třetího předkola Konferenční ligy Baník vyhrál 1:0 po prodloužení, po úvodní prohře 1:0 v Dánsku došlo až na pokutové kopy. V rozstřelu Markovič chytil dvě penalty, i přesto Baník do dalšího kola nepostoupil. Na konci srpna udržel Markovič čisté konto při dohrávce třetího kola české nejvyšší soutěže proti Karviné a neinkasoval tak ve čtyřech po sobě jdoucích ligových zápasech; za své výkony byl odměněn pozvánkou do české reprezentace.

## Reprezentační kariéra
Markovič odchytal mezi lety 2016 a 2022 také 34 zápasů v českých mládežnických reprezentacích.
V létě 2023 byl Markovič nominován na závěrečný turnaj Mistrovství Evropy do 21 let, na turnaji ale plnil roli brankářské dvojky za Vítězslavem Jarošem.
V srpnu 2024 byl Markovič trenérem Ivanem Haškem poprvé povolán do české reprezentace.